# Renato Dall'Ara
Renato Dall'Ara (Reggio nell'Emilia, 10 ottobre 1892 – Milano, 3 giugno 1964) è stato un imprenditore e dirigente sportivo italiano, per trent'anni presidente del Bologna.

## Biografia
Imprenditore di modeste origini, nel primo dopoguerra si era trasferito dalla natìa Reggio Emilia a Bologna, avviandovi una florida azienda di maglieria che lo rese piuttosto facoltoso. Nel 1934 gli alti quadri del Partito Fascista bolognese lo collocarono alla presidenza del Bologna. Rimase presidente fino alla scomparsa nel 1964.
Durante i primi anni della sua presidenza, fra il 1934 e il 1941, la squadra rossoblù, guidata sino al 1938 dal tecnico ungherese Árpád Weisz, conquistò quattro scudetti ed il Trofeo dell'Esposizione a Parigi nel 1937, successi grazie ai quali il Bologna divenne "lo squadrone che tremare il mondo fa".

Dall'Ara e il capitano rossoblù Mirko Pavinato con la Coppa Mitropa 1961

Negli anni del dopoguerra Dall'Ara, nonostante la sua abilità come dirigente ed uomo di calcio, non riuscì per molti anni a ripetere i successi precedenti fino a quando, all'inizio degli anni sessanta, ebbe la felice intuizione di ingaggiare come allenatore Fulvio Bernardini, il quale costruì la famosa squadra di cui fu detto "così si gioca solo in paradiso".
Il campionato 1963-64, particolarmente avvincente anche a causa delle vicende relative al famoso caso-doping, è tuttora l'unico nella storia della Serie A a girone unico per il quale si rese necessario uno spareggio, disputatosi il 7 giugno 1964 fra Bologna ed Inter e terminato con la vittoria dei rossoblù per 2-0. Quattro giorni prima dell'incontro, il 3 giugno, Dall'Ara, da tempo sofferente di problemi cardiaci, morì a Milano a 71 anni, colpito da infarto nella sede della Lega Calcio per una riunione con il presidente dell'Inter Angelo Moratti in preparazione della partita.
Dall'Ara è considerato, assieme a Paolo Mazza, allora presidente della SPAL, e Raimondo Lanza di Trabia, presidente del Palermo, l'inventore della sede fissa del calciomercato.
Personaggio molto popolare nel calcio bolognese ed italiano, si distingueva per la bonomia e l'arguzia. Nel 1983 Bologna gli dedicò e intestò lo stadio comunale.
Dall'Ara fu sepolto nel Cimitero monumentale della Certosa di Bologna insieme alla moglie. Il Centro Bologna Clubs, in collaborazione con il Museo civico del Risorgimento, sta sviluppando il progetto "Percorso della memoria rossoblù" a tutela delle numerose sepolture di ex giocatori del Bologna che affiancano Dall'Ara nel Cimitero monumentale.